# 49350 Katheynix
49350 Katheynix este un asteroid din centura principală de asteroizi.

## Descriere
49350 Katheynix este un asteroid din centura principală de asteroizi. A fost descoperit pe 27 noiembrie 1998 la Bâton-Rouge de Walter R. Cooney, Jr.. Asteroidul prezintă o orbită caracterizată de o semiaxă mare de 2,41 ua, o excentricitate de 0,09 și o înclinație de 6,9° în raport cu ecliptica.